# Gymnogonos ameriensis
Gymnogonos ameriensis är en nässeldjursart som först beskrevs av Stepanjants 1979.  Gymnogonos ameriensis ingår i släktet Gymnogonos och familjen Euphysidae. Inga underarter finns listade i Catalogue of Life.